# Гаврський університет
Гаврський університет — французький університет, що входить до академії Руана, розташований в місті Гавр. Заснований 1984 року.

## Історія
Історія університету починається 1967 року з відкриття університетського технологічного існтітуту в місті Гавр. Інститут був підпорядкований університетові Руана. 1970 року було відкрито факультет точних наук і техніки, а 1972 року — департамент міжнародних відносин. 1984 року офіційно створено Гаврський університет на базі інституту та факультетів Руанського університету, що знаходилися в Гаврі. 1994 року при Гаврському університеті було відкрито інститут логістики та інженерна школа. 1998 року — факультет філології та гуманітарних наук.

## Структура
До складу університету входить 3 факультети та 2 інститути:
Факультети:
- Факультет міжнародних відносин.
- Факультет точних наук і технологій.
- Факультет філології та гуманітарних наук.

Інститути:
- Вищий інститут логістики.
- Університетський інститут технології